# Ball grid array

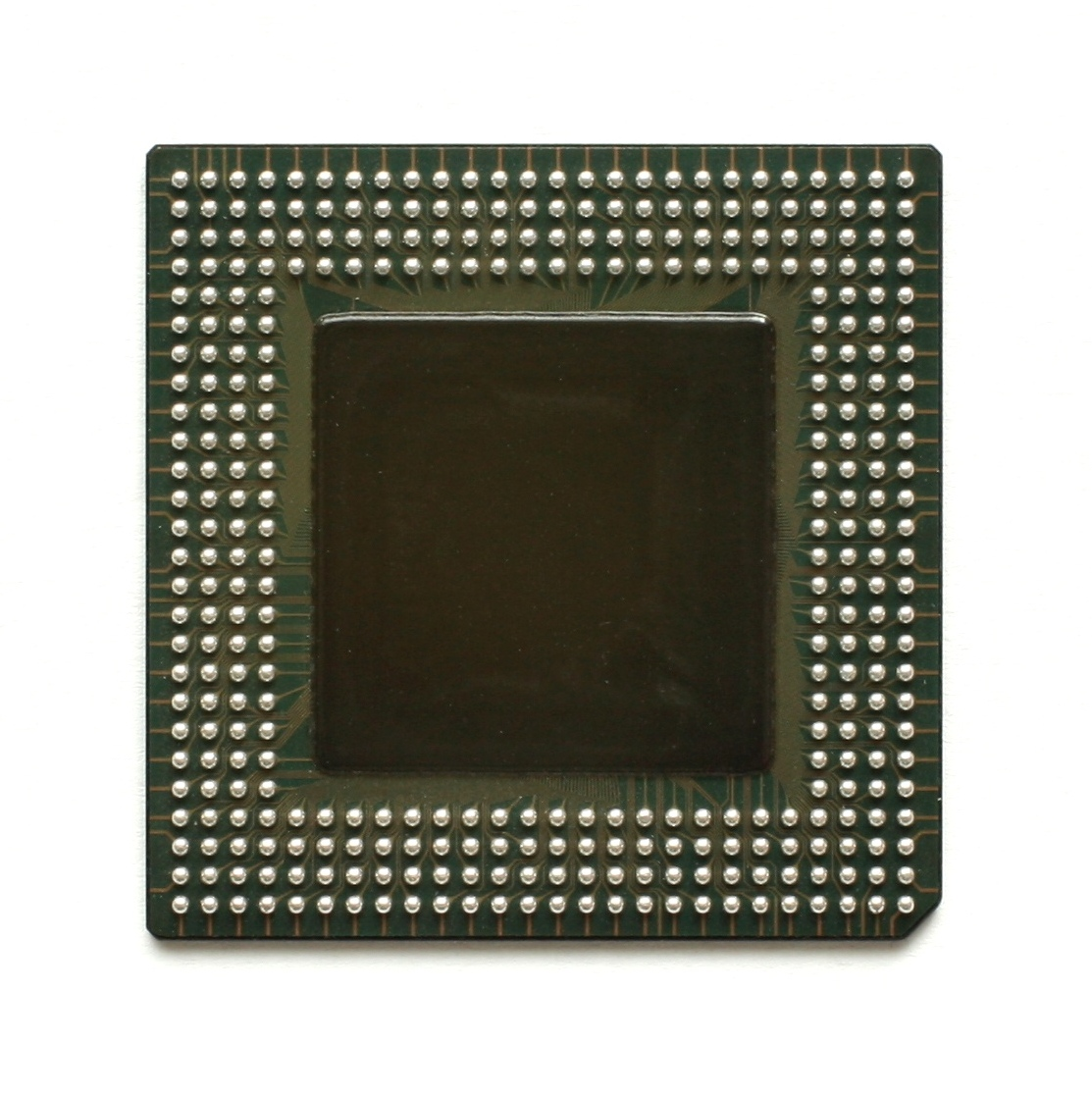
Intel Pentium MMX (Ball grid array)

Les connexions ball grid array són soldadures destinades a unir un component a la placa mare d'un equip informàtic per mitjà d'una sèrie de boletes d'estany. Són usades comunament en la producció i fixació de plaques base per a ordinadors i la fixació de microprocessador, ja que aquests solen tenir una quantitat molt gran de terminals dels quals són soldats a consciència a la placa base per a evitar la pèrdua de conductivitat tèrmica, augmentant-la d'entrada. Normalment es fan servir per al procés boletes fetes d'estany o aliatges predeterminats. Per a implementar la soldadura s'utilitza un patró o una plantilla on s'ubiquen les soldadures en posició i un forn per a prefixar-les primer al component i després a la placa base. Les soldadures tipus BGA són emprades en components electrònics diversos com els telèfons mòbils i els ordinadors portàtils. Darrerament s'han començat a implementar a altres indústries com l'enginyeria elèctrica i la fabricació de mòduls de fricció a la calor. Darrerament amb la implementació de soldadures lliures de plom els mètodes de treball sobre aquest tipus de soldadures han hagut de ser redissenyats, ja que aquest tipus d'aliatges requereixen un punt de fusió més elevat que la tradicional estany-plom.
Les boletes poden canviar de calibre, ja que per unitats sempre s'utilitzen referències mil·limètriques, és a dir: tenen calibres que van des de 0,3 fins a 1,5 mm de diàmetre per la qual cosa calen diversos tipus de plantilles per a aconseguir una distribució parella de la soldadura al moment de fixar-la a la placa base. Hi ha diversos mètodes per a aplicar aquest tipus de soldadures, ja que els avenços tecnològics han implementat noves idees com l'ús d'injectors en què la funció és ubicar les boletes d'estany en el circuit integrat en ordre predeterminat a través d'una matriu computada o fer un escombratge simple evitant pujar la temperatura de la placa base mantenint la calor a l'estany.